# Вилсонвил (Небраска)
Вилсонвил (енгл. Wilsonville) град је у америчкој савезној држави Небраска.

## Демографија
По попису из 2010. године број становника је 93, што је 25 (-21,2%) становника мање него 2000. године.
| Група             | 2000.       | 2010.      |
| Белци             | 115 (97,5%) | 88 (94,6%) |
| Афроамериканци    | 0 (0,0%)    | 0 (0,0%)   |
| Азијати           | 0 (0,0%)    | 1 (1,1%)   |
| Хиспаноамериканци | 2 (1,7%)    | 2 (2,2%)   |
| Укупно            | 118         | 93         |